# أخناتون (مغني راب)
أخناتون (بالفرنسية: Akhenaton)‏ (اسمه الحقيقي فيليب فراجيون، من مواليد 17 سبتمبر 1968 في مرسيليا) هو مغني راب فرنسي ومنتج هيب هوب فرنسي. فيليب هو مؤسس فريق الراب (IAM) وهي اختصار لكلمة (Imperial Asiatic Men) وقد اختار هذا الاسم تأثراً بكتابات الشيخ السنغالي أنتا ديوب، أصله من منطقة كالابريا جنوب إيطاليا واستقرت عائلته في مدينة مارسيليا الفرنسية.
وقد ظهر فريق (IAM) على ساحة الغناء الفرنسية عام 1991، واختار 4 فقط من أعضائه الستة أسماء فرعونية (امنحتب، خوفو، خفرع، وأخناتون) متأثرين بالحضارة المصرية القديمة وحضارات الشرق الأوسط الأخرى، والتي أثارها لديهم ارتباطهم بالدين، وكان أخناتون هو العضو الوحيد في الفريق الذي اعتنق الإسلام سنة 1993، واتخذ اسم عبد الحكيم اخناتون وتزوج عائشة، وهي من أصل مغربي.

## روابط خارجية
- أخناتون على موقع IMDb (الإنجليزية)
- أخناتون على موقع ألو سيني (الفرنسية)
- أخناتون على موقع ميوزك برينز (الإنجليزية)
- أخناتون على موقع أول ميوزيك (الإنجليزية)
- أخناتون على موقع ديسكوغز (الإنجليزية)
- أخناتون على موقع قاعدة بيانات الفيلم (الإنجليزية)